# Alejandro Mora (torero)
Alejandro García Gutiérrez, más conocido como Alejandro Mora (Plasencia, España, 1996),  es un matador de toros español, sobrino del torero Juan Mora.

## Carrera profesional
Alejandro Mora inició sus andaduras en la Escuela taurina de Cáceres posteriormente pasando por la escuela taurina de Salamanca hasta su debut con picadores.
El 28 de julio de 2018 debutó con picadores en la plaza de toros de Garlin junto a Ángel Jiménez y el novillero francés Dorian Canton, cortando 3 orejas a los novillos de El tajo y la Reina.
A finales de la temporada 2018 Alejandro sufrió una fuerte cogida en la feria del pilar de Zaragoza.
El 19 de mayo de 2019 debuta en La maestranza con novillos de El Parralejo junto a Ángel Jiménez y Francisco de Manuel.

## Vida personal
Es sobrino de Juan Mora y nieto del Mirabeleño.